# Alma (Roemenië)
Alma (Hongaars: Küküllőalmás) is een Roemeense gemeente in het district Sibiu.
De gemeente Alma telde in 2011 in totaal 1886 inwoners. De belangrijkste minderheid waren de Hongaren die met 467 inwoners circa een kwart van de bevolking vormen.